# Parc Pae
Le parc calcaire (estonien : Paepark ou Pae park) est un parc du quartier Sikupilli de Lasnamäe à Tallinn en Estonie,,.. 

## Présentation
Le parc calcaire est organisé autour d’une ancienne carrière de calcaire, dont l'exploitation a été arrêtée au milieu des années 1960.
Le lac Pae ainsi créé a une profondeur de 8 m et il est longé par un chemin asphalté de 1,9 km qui permet aux promeneurs de profiter de la nature ou de se livrer à l’exercice physique.
La superficie totale du parc Pae, est de 22 hectares.
La première tranche d’aménagements s’est achevée en 2009. 
Le parc se divise en trois parties, le parc familial équipé d’aires de jeux et de terrains de sports, le parc du rossignol sillonné d’allées pour les promeneurs et les sportifs et le parc de la colline, une zone verdoyante avec un café et un théâtre de plein air. 
De nombreux chemins, escaliers et belvédères agrémentent l’ensemble, planté de 150 arbres et 300 arbustes.

## Faune et flore
Parmi les espèces d'arbres présentes dans le parc figurent entre-autres le saule, le tremble, le bouleau, l'aulne blanc, le prunus subg. Cerasus, le sorbier de Scandinavie, l'érable plane et l'abricotier.
De nouvelles plantations ont été faites pour compléter les espèces existantes, des conifères (mélèze d'Europe et pin de montagne), des variétés ornementales et des arbustes à fleurs ont été plantés.
Le plan d'eau au milieu du parc est un lieu de nidification et de repos pour la faune sauvage, Mouettes rieuses, goélands cendrés, canards colverts, cygnes muets, morillons huppés, grèbes huppés, et foulques macroules aiment nicher et se reposer sur le plan d'eau.
En 2009, 350 carpes ont été relâchées dans le lac,.